# Битка при Солициниум
Битката при Солициниум (на латински: Solicinium) се провежда през 367/368 г. между алеманите и Римската империя. Император Валентиниан I заедно с Флавий Йовин с големи загуби побеждава алеманите, след като те една година преди това са завоювали Майнц.
Битката се състои в Южна Германия, южно до германския лимес. Според Амиан Марцелин след загубата на битката алеманите се отдръпват на една планина.
Точното място на битката не е известно. Предполага се, че е до Сулц ам Некар (в Баден-Вюртемберг), Хайделберг, Швецинген, Ротенбург (Сюлхен), Глауберг или Спитцберг (Тюбинген).